# Исак Комнин (син на Алексий I Комнин)
Вижте пояснителната страница за други личности с името Исак Комнин.
Исак Комнин (на гръцки: Ισαάκιος Κομνηνός) е византийски севастократор, трети син на византийския император Алексий I Комнин и баща на император Андроник I Комнин.

## Биография
Исак Комнин е роден в Константинопол. Той е син на Алексий I Комнин и Ирина Дукина. Брат е на Йоан II Комнин и на Анна Комнина, първата жена историк в историята. При управлението на баща си Исак Комнин получава титлата кесар, а през 1118 г. Йоан II го удостоява и с титлата севастократор.
През 1130 г. отношенията между Исак и Йоан II се влошават и след разкриване на един заговор срещу императора, Исак Комнин е принуден да напусне Константинопол. В продължение на 6 години севастократорът пребивава в чужбина – приет е в двора на Данишмендите в Мелитена, а по-късно се установява и в Йерусалим. През 1136 г. Исак Комнин се завръща в Константинопол, където е реабилитиран от брат си.
След смъртта на брат си Исак Комнин прави неуспешен опит да завземе властта през 1146 – 1147 г., поради което е заточен в Хераклея Понтика по заповед на племенника си, император Мануил I Комнин. Скоро след това е принуден да се замонаши и през 1152 г. основава манастира Богородица Космосотира (Светоспасителка) край Енос в Тракия, на който прави щедри дарения под формата на села, поземлени имоти, добитък, права върху тържища, кораби и др. Севастократор Исак Комнин е автор на манастирския типик, който поради документалния си характер съдържа ценни и достоверни сведения за ръста на едрото феодално земевладение в българските земи, където са се намирали имотите на манастира, и за положението на българите под византийска власт.
Освен това Исак Комнин е поддържал близки отношения с известния поет Теодор Продром и сам се е занимавал с литературна дейност, но съчиненията му нямат оригинален характер.
Около 1110 г. Исак Комнин се жени за Ирина, която според една хипотеза е дъщерята на пшемисловския княз Володар Ростиславович, за която в Началната руска летопис се споменава, че била омъжена за сина на Алексий I Комнин. Според друго мнение обаче съпругата на Исак Комнин всъщност е грузинската принцеса Ката, дъщеря на грузинския цар Давид IV Строителя.
От съпругата си Ирина Исак има двама сина и две дъщери
- Йоан (роден около 1112 г.), наречен Челеби, тъй като приема исляма[5]
- дъщеря, вероятно Мария (родена около 1114 г.), която се омъжва за Йосиф Вриений около 1128 г.[6]
- Анна Комнина (родена около 1116 г.), която се омъжва за Йоан Арвантин около 1130 г.[7]
- Андроник I (1118 – 19 септември 1185 г.), император от 1183 г. до 1185 г.